# Comuna Verbka-Murovana, Iarmolînți
Verbka-Murovana (în ucraineană Вербка-Мурована) este o comună în raionul Iarmolînți, regiunea Hmelnîțkîi, Ucraina, formată din satele Lebedivka și Verbka-Murovana (reședința).

## Demografie
Componența lingvistică a comunei Verbka-Murovana
     Ucraineană (99,51%)
     Alte limbi (0,49%)
Conform recensământului din 2001, majoritatea populației comunei Verbka-Murovana era vorbitoare de ucraineană (99,51%), existând în minoritate și vorbitori de alte limbi.